# ضريح قاراباغلار
ضريح قاراباغلار (بالأذرية: Qarabağlar türbəsi)؛ هو ضريح واقع في قرية قاراباغلار بنخجوان، يرجع تاريخ إنشاءه إلى القرن الثالث عشر.
مؤالف الضريح هو المهندس المعماري الأذربيجاني البارز أحمد نخجواني.

## تاريخ الضريح
ضريح قاراباغلار هو أحد الأكثر الآثار قيمة من عمارة العصور الوسطى في أذربيجان، ويقع في قرية قاراباغلار في نخجوان بأذربيجان. 30 كم إلى الشمال الغربي من نخجوان. بني في أوائل من القرن الرابع عشر، وتدمر جزئيا. يبلغ ارتفاع برجه الدائري من الداخل، 30 مترًا. وبالقرب من الضريح تقع مئذنتان. أُدرج الضريح في القائمة الأولية لليونسكو في 30 سيبتمر، عام 1998. 

## مميزات وخصائص الضريح
يتكون ضريح قاراباغلار من جزأين: المقبرة، تحت الأرض والنصب التذكاري الأرضي: الجزء فوق الأرضي وتحت الأرضي للمبني.
تتكون الميزة التركيبية للمبنى من أربعة بوابات. تقع المئذنتان الأخريتان على بعد 30 مترًا من الضريح ويبلغ ارتفاعهما 17 مترًا. 
جميع الجدران الخارجية مغطاة بخطوط من الطوب الفيروزي المزجج الصغير الذي يشكل مربعات كبيرة على خلفية حمراء شائعة. داخل كل مربع، يميز الطوب الفيروزي نفسه بالكتابة الكوفية لكلمة «الله» و «بسم الله» (العربية - «اسم الله»)، لذا فإن كلمة «الله» تكرر أكثر من 200 مرة على سطح المبنى.

## رواق

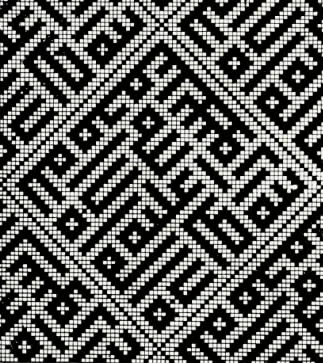
زخرفة على واحهة الضريح
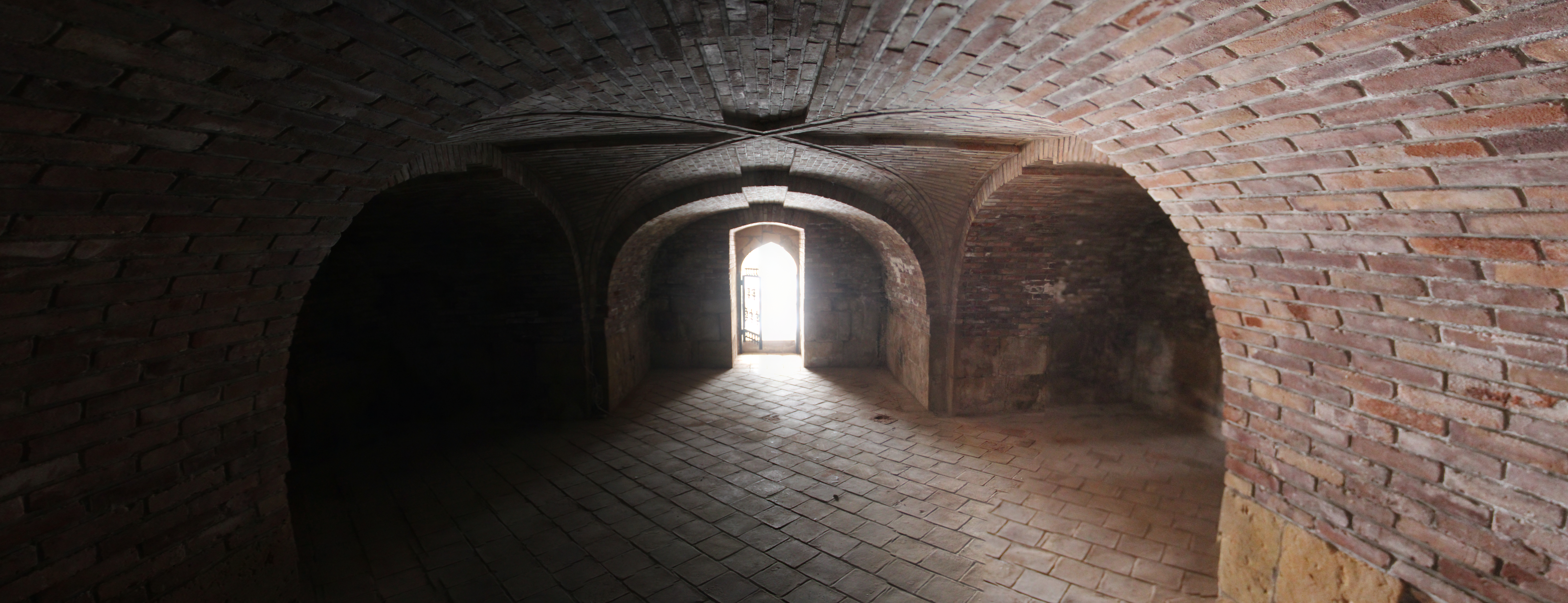
ضريح قاراباغلار قرية قاراباغلار
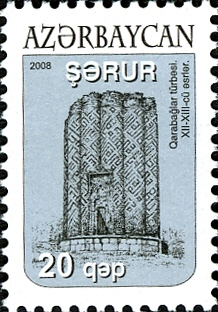
طوابع بريدية لأذربيجان